# Assedio di Negroponte (1688)
L'assedio di Negroponte fu intrapreso dalle forze della Repubblica di Venezia da luglio a ottobre 1688 nell'attuale città di Calcide, in Grecia.

## Storia
L'esercito veneziano, composto da numerosi contingenti mercenari e alleati dall'Europa occidentale, era riuscito a catturare il Peloponneso negli anni precedenti, e procedette alla cattura di Atene e all'attacco di Negroponte, la principale roccaforte ottomana nella Grecia centrale. 
L'assedio veneziano fu ostacolato dalla resistenza ottomana e dall'incapacità di isolare completamente la città, dal momento che il generale ottomano Ismail Pasha riuscì a trasportare i rifornimenti alla guarnigione assediata. Inoltre, l'esercito veneziano subì molte perdite a causa dello scoppio della peste nel campo veneziano, che portò alla morte di 4.000 uomini e dell'esperto generale Otto Wilhelm Königsmarck. La partenza dei contingenti fiorentino e maltese indebolì ulteriormente i veneziani, e quando i mercenari tedeschi si rifiutarono di rimanere lì nei quartieri invernali, il comandante veneziano, il doge Francesco Morosini, dovette concedere la sconfitta e ritirarsi nel Peloponneso. 